# SVG-Arbeitsgruppe
Die SVG-Arbeitsgruppe ist eine vom World Wide Web Consortium (W3C) berufene Arbeitsgruppe, um dem Verlangen nach einer Alternative zum PostScript-Dokumentenformat Folge zu tragen. Das PostScript-Format war nicht in der Lage, skalierbare Schriftarten und Objekte zu erstellen, ohne dass die erstellten Dateien um ein Vielfaches größer wurden im Vergleich zu einer Datei, welche nur nicht-skalierbare Schriftarten und Objekte verwendete.
Im April 1998 erhielt das W3C eine Anmerkung von vier Firmenvertretern, darunter Adobe Inc., IBM, Netscape und Sun Microsystems bezüglich der Precision Graphics Markup Language, oder PGML – einer XML-basierten Auszeichnungssprache.
Eine zweite Nachricht kam einen Monat später von einem Team, in welchem sich Vertreter von Hewlett-Packard, Macromedia, Microsoft und Visio befanden; die Anmerkung befasste sich mit der Verwendung von VML, einer XML-basierten Vector Markup Language.
Als Ergebnis beider Schreiben, berief das W3C eine Arbeitsgruppe ein, und innerhalb von sechs Monaten wurde ein Arbeitsentwurf mit Anforderungen an das Scalable Vector Graphics (SVG)-Format veröffentlicht. Diese Sprache ist, anders als die, welche PostScript nutzt, für die Internetnutzung optimiert. Es ermöglicht die Beschreibung von zweidimensionalen Grafiken und Grafikanwendungen durch XML.

## Mitglieder
Mitglieder der SVG-Arbeitsgruppe sind Repräsentanten folgender Organisationen:
- Adobe Inc.
- Apple
- Open Text (BitFlash Division)
- Canon, Inc.
- ERCIM
- Ericsson
- Expway
- France Telecom
- Groupe des Écoles des Télécommunications
- Ikivo AB
- ILOG
- ITEDO Software GmbH
- KDDI Corporation
- Keio University
- Microsoft
- Mozilla
- Nokia
- Opera Software
- Research In Motion, Ltd. (RIM)
- Sharp Corporation
- Sun Microsystems Inc.

Das W3C hat darüber hinaus einige Experten eingeladen, in der Arbeitsgruppe mitzuwirken.